# Montbenoît
Montbenoît (L'Aballye en arpitan / dialecte burgondan) est une ancienne commune française  située dans le département du Doubs, la région culturelle et historique de Franche-Comté et la région administrative Bourgogne-Franche-Comté. Elle est associée aux communes de Hauterive-la-Fresse, La Longeville, Montflovin et Ville-du-Pont pour former la commune nouvelle de Pays-de-Montbenoît.
Ses habitants s'appellent les Saugettes et les Saugets.

## Géographie

### Communes limitrophes
Située à 783 m d'altitude en aval (au niveau de la départementale qui relie Pontarlier à Morteau), à 850 m au niveau de sa partie Nord et à 14 km au Nord-Est de la ville de Pontarlier, le village est situé sur la rive gauche du Doubs, au creux du Val du Sauget. La commune occupe 5,1 km2 (503 ha dont 338 ha de bois) et compte un peu plus de 200 habitants.
La partie historique du village, en fond de vallée, est traversée par la rivière du Doubs. La commune est bordée, au Nord par la bordure étagée d'une douce montagne, au Sud par le prolongement d'un anticlinal aplani du Larmont, fortement boisé, qui monte à 1 020 mètres. Son école primaire, intercommunale, est située sur la commune limitrophe de La Longeville.

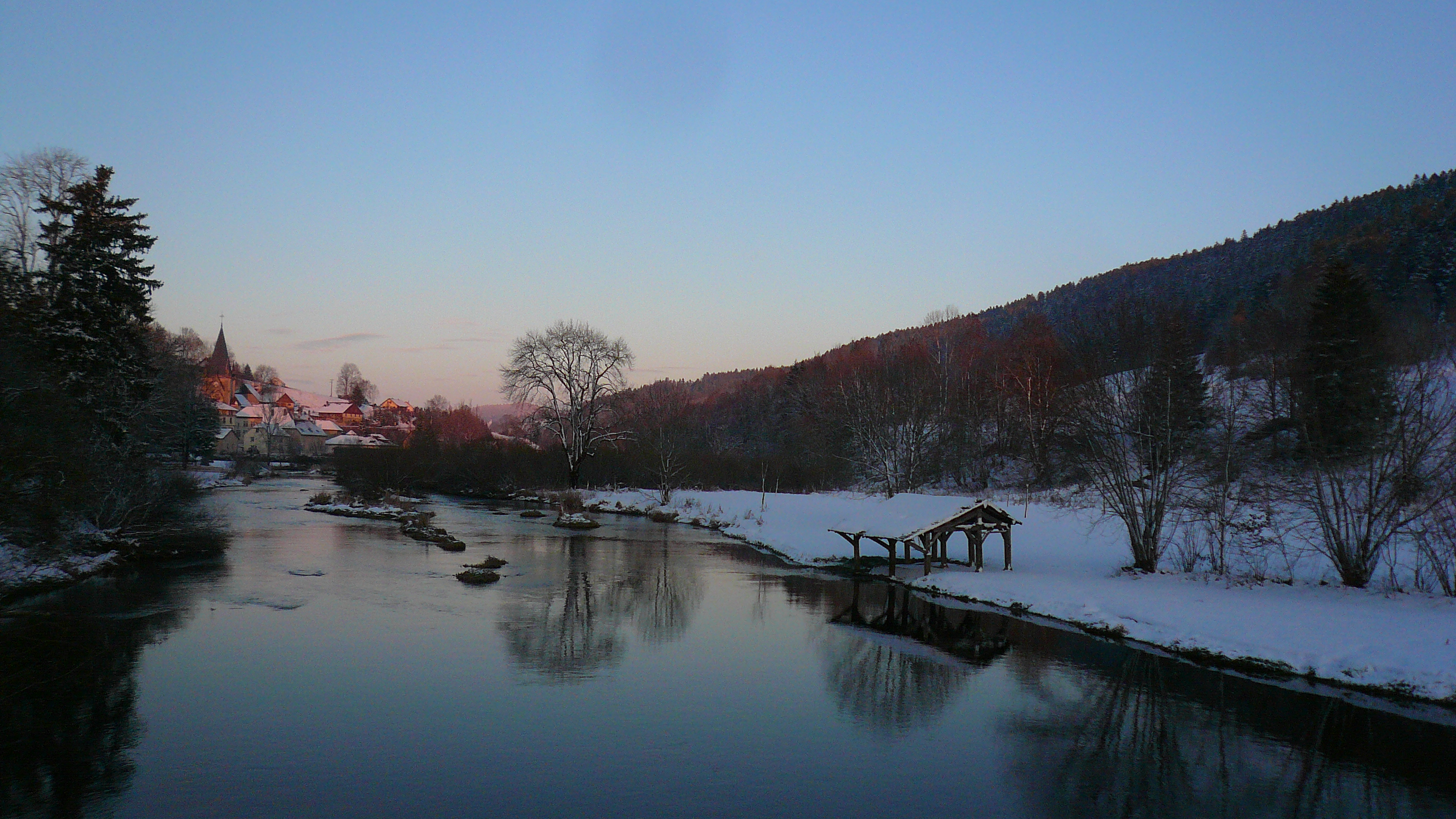
Montbenoît en hiver. Le Doubs et, à gauche, le parc du Château de Morand-Val.
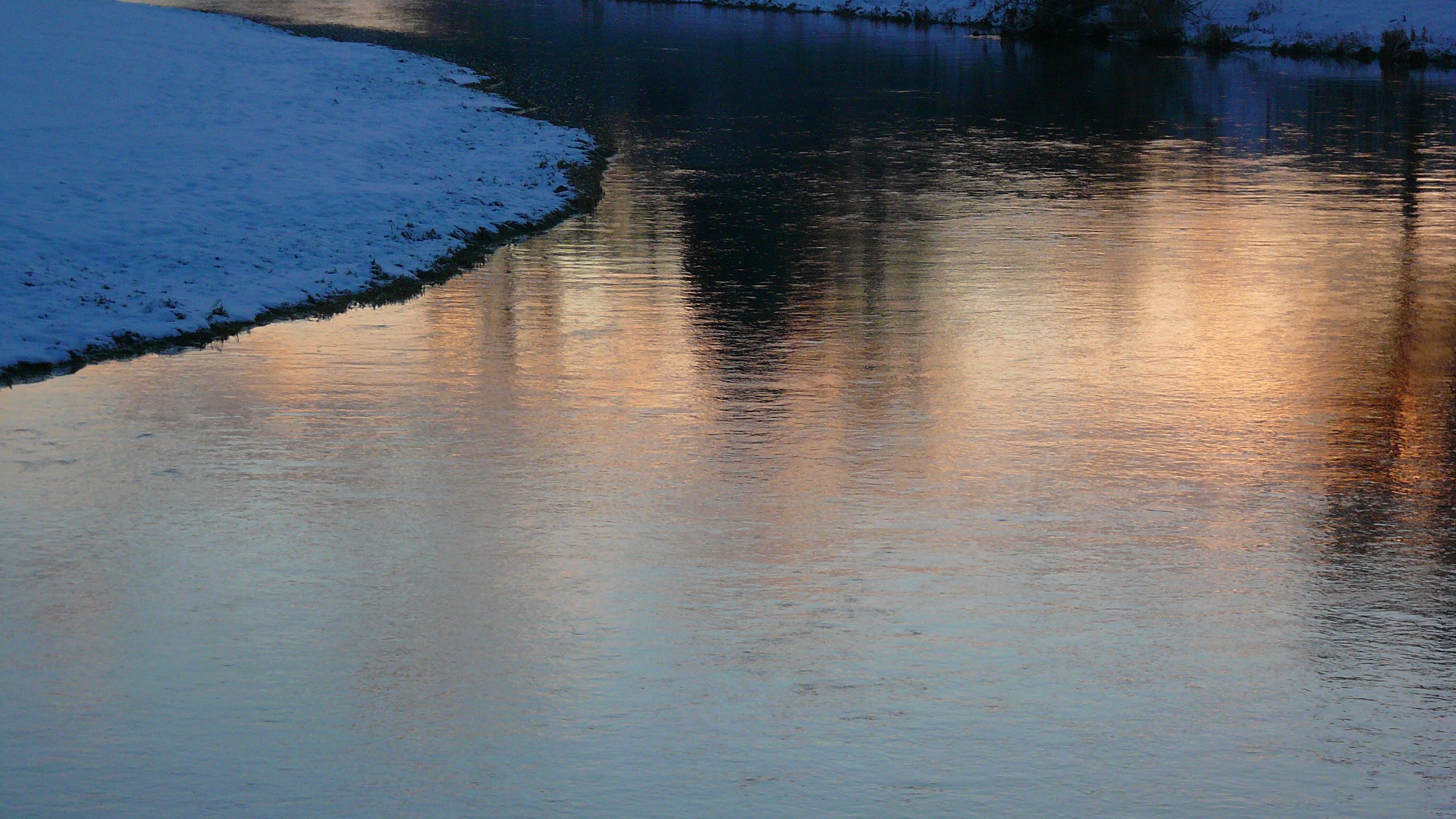
Montbenoît en hiver. Crépuscule "pastel" sur le Doubs.
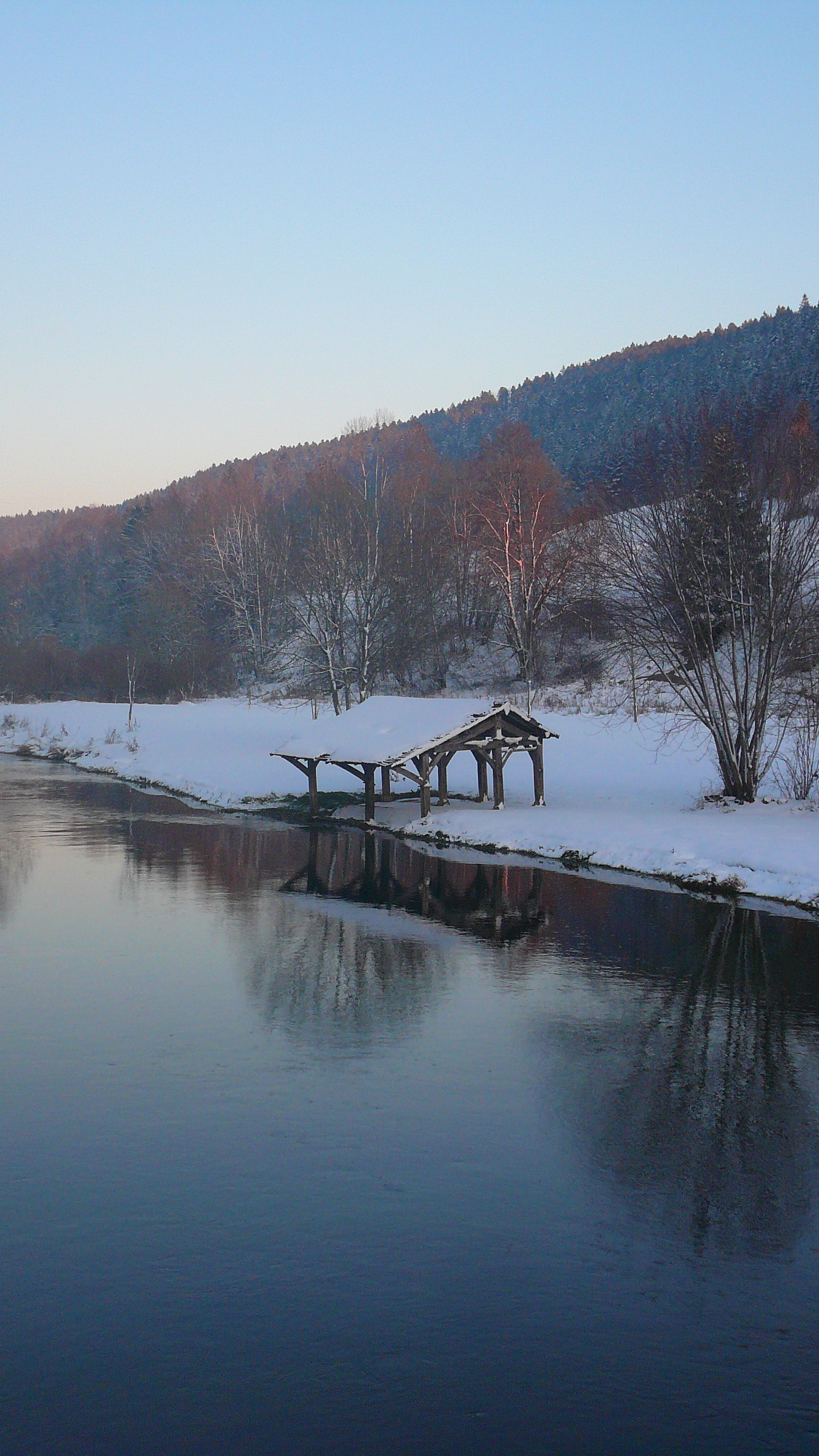
Montbenoît en hiver. Le Doubs devant le Château de Morand-Val.
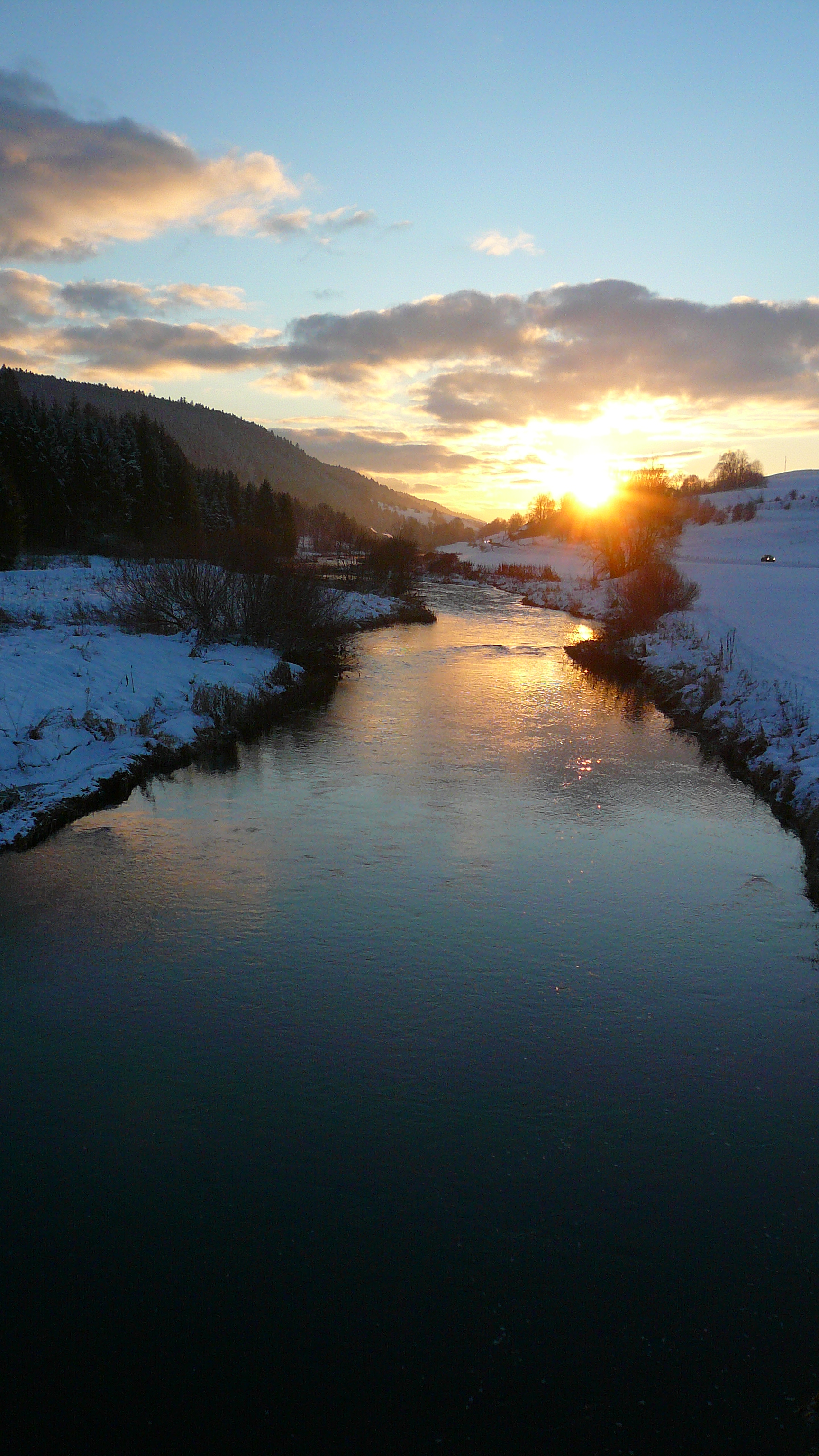
Montbenoit en hiver. Le Doubs au crépuscule.

### Géologie
La commune possède un gisement de lignite daté du Purbeckien.

### Climat
Pour des articles plus généraux, voir Climat de la Bourgogne-Franche-Comté et Climat du Doubs.
En 2010, le climat de la commune est de type climat de montagne, selon une étude du Centre national de la recherche scientifique s'appuyant sur une série de données couvrant la période 1971-2000. En 2020, Météo-France publie une typologie des climats de la France métropolitaine dans laquelle la commune est exposée à un climat de montagne ou de marges de montagne et est dans la région climatique  Jura, caractérisée par une forte pluviométrie en toutes saisons (1 000 à 1 500 mm/an), des hivers rigoureux et un ensoleillement médiocre.
Pour la période 1971-2000, la température annuelle moyenne est de 7,7 °C, avec une amplitude thermique annuelle de 16,7 °C. Le cumul annuel moyen de précipitations est de 1 529 mm, avec 13,1 jours de précipitations en janvier et 11,2 jours en juillet. Pour la période 1991-2020, la température moyenne annuelle observée sur la station météorologique de Météo-France la plus proche, « Pontarlier », sur la commune de Pontarlier à 13 km à vol d'oiseau, est de 8,8 °C et le cumul annuel moyen de précipitations est de 1 463,6 mm. 
La température maximale relevée sur cette station est de 38 °C, atteinte le 25 juillet 2019 ; la température minimale est de −32 °C, atteinte le 12 janvier 1987,,.
Les paramètres climatiques de la commune ont été estimés pour le milieu du siècle (2041-2070) selon différents scénarios d'émission de gaz à effet de serre à partir des nouvelles projections climatiques de référence DRIAS-2020. Ils sont consultables sur un site dédié publié par Météo-France en novembre 2022.

## Urbanisme

### Typologie
Au 1er janvier 2024, Montbenoît est catégorisée commune rurale à habitat dispersé, selon la nouvelle grille communale de densité à 7 niveaux définie par l'Insee en 2022.
Elle est située hors unité urbaine. Par ailleurs la commune fait partie de l'aire d'attraction de Pontarlier, dont elle est une commune de la couronne,. Cette aire, qui regroupe 54 communes, est catégorisée dans les aires de moins de 50 000 habitants,.

### Occupation des sols
L'occupation des sols de la commune, telle qu'elle ressort de la base de données européenne d’occupation biophysique des sols Corine Land Cover (CLC), est marquée par l'importance des forêts et milieux semi-naturels (80 % en 2018), une proportion sensiblement équivalente à celle de 1990 (79,3 %). La répartition détaillée en 2018 est la suivante :
forêts (70,2 %), prairies (12,8 %), milieux à végétation arbustive et/ou herbacée (9,8 %), zones urbanisées (6,7 %), zones agricoles hétérogènes (0,4 %). L'évolution de l’occupation des sols de la commune et de ses infrastructures peut être observée sur les différentes représentations cartographiques du territoire : la carte de Cassini (XVIIIe siècle), la carte d'état-major (1820-1866) et les cartes ou photos aériennes de l'IGN pour la période actuelle (1950 à aujourd'hui).

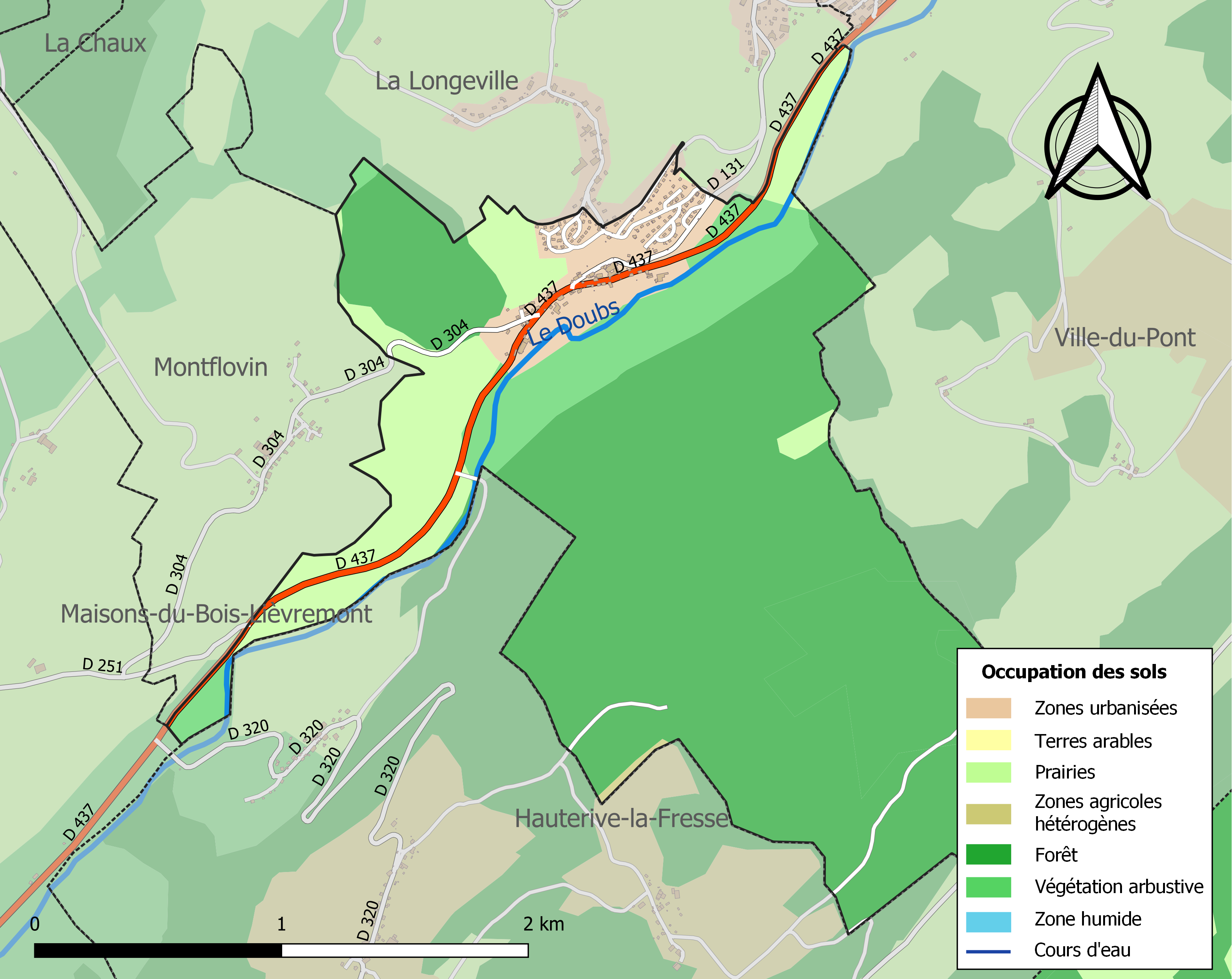
Carte des infrastructures et de l'occupation des sols de la commune en 2018 (CLC).

## Toponymie
Abbatia Montis Benedicti en 1150 ; Montbenoît en 1338 ; Montbenoy en 1485.

## Histoire
Monbenoît s'est développé autour d'une abbaye qui occupa un rôle local important. Vers 1050, un ermite du nom de Benoît vient s'installer sur un territoire alors inhabité et couvert de forêts. En 1150, Landry de Joux, donna ce territoire à l’archevêque Humber de Besançon pour racheter ses fautes. Une communauté de chanoines réguliers placés sous la règle de Saint Augustin, issue de l'Abbaye territoriale de Saint-Maurice d'Agaune, vient au XIIe siècle s'y installer et agrandit l'abbaye à partir de 1141, qui devient par la suite une seigneurie ecclésiastique, jusqu'à la Révolution.
Cette communauté importe dans la vallée, en plusieurs vagues, des colons venus de Savoie, des cantons des Grisons et surtout du Valais (déjà appelés Saugets), qui se répartissent sur tout le territoire ainsi nommé Saugeais autour de Montbenoît, centre historique et religieux. Ces apports et un relatif isolement favorisent à partir du XVe siècle la constitution d'un patois local issu des haute-vallées suisses, très longtemps parlé, et une tradition conservatrice.
L'abbaye, édifiée du XIe siècle jusqu'au XXe siècle (clocher, voûte en bois, parties attenantes), est remarquable par l'évolution architecturale qu'elle présente (cloître des XIIe-XVe siècles, chœur gothique flamboyant du XVIe siècle, stalles sculptées Renaissance tardive, peintures, deux chapelles, voûtes en croisée d'ogives et en berceau, cuisine voûtée...) L'intérieur fut vandalisé au XVIe siècle par les armées de Bernard de Saxe-Weimar (appelées les Suédois en fait des recrues allemandes), mobilisées par Richelieu pour tenter de s'emparer du comté de Bourgogne. En raison de guerres et d'incendies, c'est le seul ensemble religieux médiéval conservé dans le Doubs.

### XXesiècle
Montbenoît a été déclaré capitale de la République libre du Saugeais.
Les communes de Hauterive-la-Fresse, La Longeville, Montbenoît, Montflovin et Ville-du-Pont, qui s'étaient déjà regroupées dans le cadre   du syndicat du Pays de Montbenoît, et partagent l'école et son périscolaire, l'église (l’abbaye de Montbenoît), le monument aux morts, le gymnase et le bureau de poste, ont décidé de se regrouper formellement afin de réaliser des économies d'échelle et d'obtenir plus facilement des subventions, notamment pour l'abbaye et le patrimoine,,,,
pour former, le 1er janvier 2025, la commune nouvelle de Pays-de-Montbenoît à la suite d'un arrêté préfectoral du 25 septembre 2024.

## Politique et administration
Montbenoît est le siège de la Communauté de communes de Montbenoît. La commune était jusqu'en 2014 le chef-lieu du canton de Montbenoît. Montbenoît fait partie du Pays du Saugeais. En 1947, le Saugeais s'est constitué en micronation : la « République libre du Saugeais ».
| Période                                  | Période  | Identité             | Étiquette | Qualité |
| ---------------------------------------- | -------- | -------------------- | --------- | ------- |
| mars 2001                                | 2014     | Frédéric Bourdin     | DVG       |         |
| mars 2014                                | mai 2020 | Gilles Magnin-Feysot | DVG       | Employé |
| mai 2020                                 | En cours | Lucien Benmehal      |           |         |
| Les données manquantes sont à compléter. |          |                      |           |         |

## Démographie
L'évolution du nombre d'habitants est connue à travers les recensements de la population effectués dans la commune depuis 1793. Pour les communes de moins de 10 000 habitants, une enquête de recensement portant sur toute la population est réalisée tous les cinq ans, les populations de référence des années intermédiaires étant quant à elles estimées par interpolation ou extrapolation. Pour la commune, le premier recensement exhaustif entrant dans le cadre du nouveau dispositif a été réalisé en 2004.

En 2022, la commune comptait 399 habitants, en évolution de +1,01 % par rapport à 2016 (Doubs : +1,88 %, France hors Mayotte : +2,11 %).
| 1793 | 1800 | 1806 | 1821 | 1831 | 1836 | 1841 | 1846 | 1851 |
| ---- | ---- | ---- | ---- | ---- | ---- | ---- | ---- | ---- |
| 113  | 85   | 97   | 109  | 121  | 154  | 150  | 150  | 150  |

| 1856 | 1861 | 1866 | 1872 | 1876 | 1881 | 1886 | 1891 | 1896 |
| ---- | ---- | ---- | ---- | ---- | ---- | ---- | ---- | ---- |
| 199  | 203  | 221  | 182  | 238  | 238  | 283  | 248  | 252  |

| 1901 | 1906 | 1911 | 1921 | 1926 | 1931 | 1936 | 1946 | 1954 |
| ---- | ---- | ---- | ---- | ---- | ---- | ---- | ---- | ---- |
| 220  | 217  | 196  | 153  | 173  | 174  | 169  | 174  | 190  |

| 1962 | 1968 | 1975 | 1982 | 1990 | 1999 | 2004 | 2006 | 2009 |
| ---- | ---- | ---- | ---- | ---- | ---- | ---- | ---- | ---- |
| 180  | 205  | 182  | 163  | 238  | 219  | 282  | 329  | 383  |

| 2014 | 2019 | 2022 | - | - | - | - | - | - |
| ---- | ---- | ---- | - | - | - | - | - | - |
| 401  | 399  | 399  | - | - | - | - | - | - |

## Lieux et monuments
- L'abbaye de Montbenoît est le monument le plus remarquable de Montbenoît : commencée en 1141, la construction de l'édifice fut poursuivie grâce aux donations des seigneurs de Joux jusqu'au XVIe siècle. Le clocher fut élevé plus tardivement, en 1903. Le cloître fait l'objet d'un classement au titre des Monuments historiques depuis 1846 et l'église abbatiale de même depuis le 7 novembre 1922[26].
- Le château de Morand Val date des XVIIIe siècle et XIXe siècle ; il est recensé dans la base Mérimée[27].

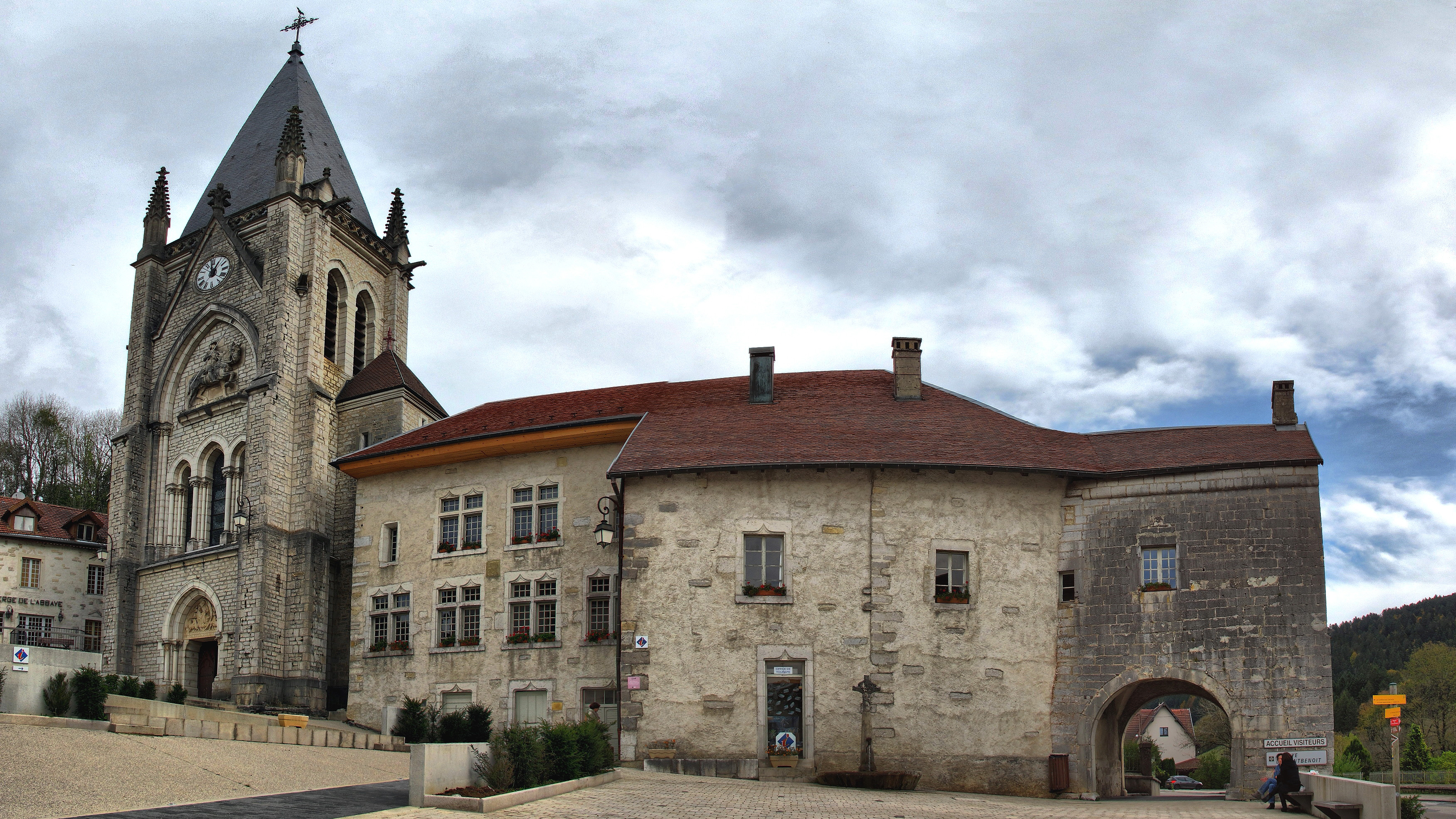
Vue générale de l'abbaye.
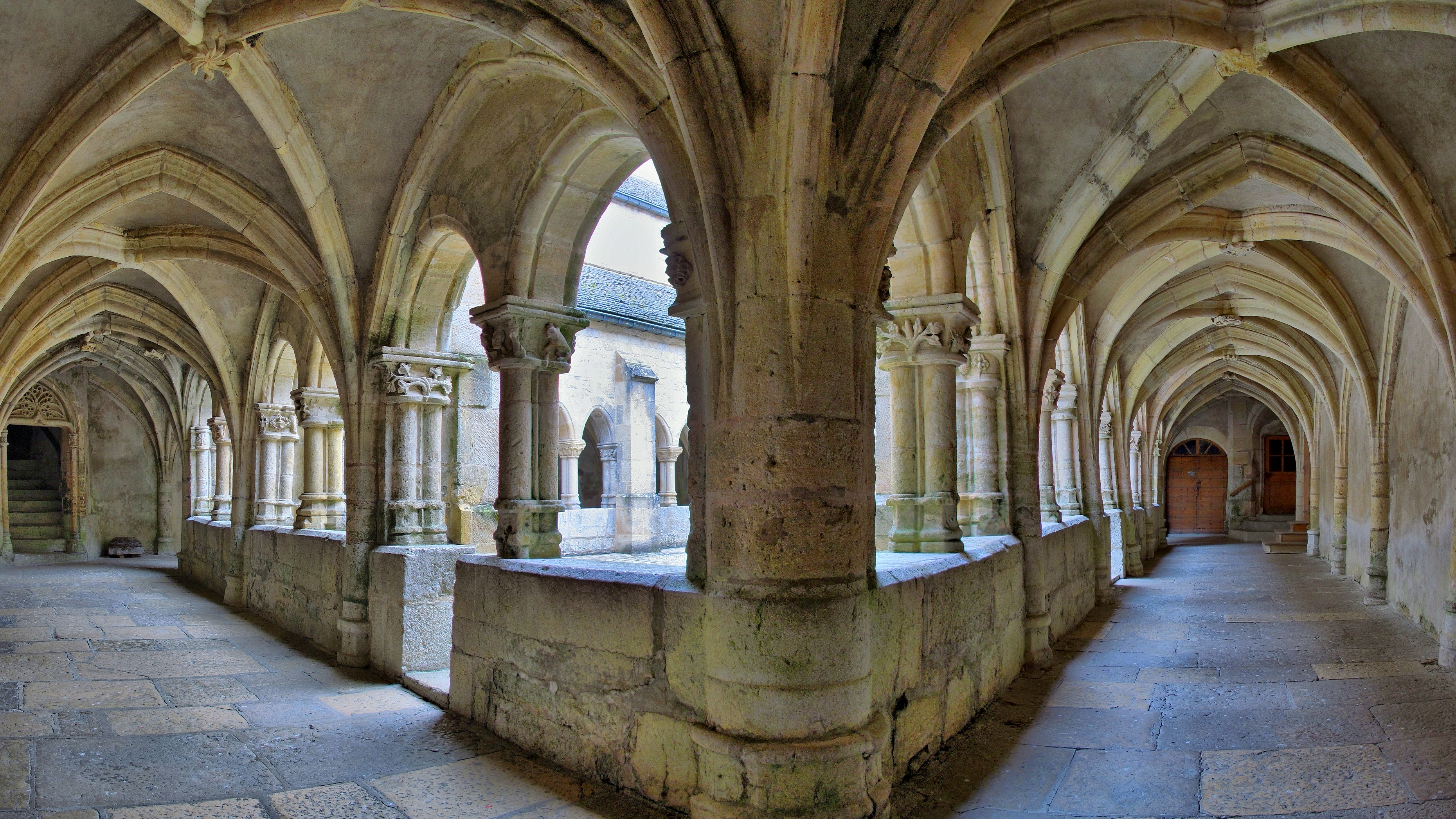
Le cloître de l'abbaye.
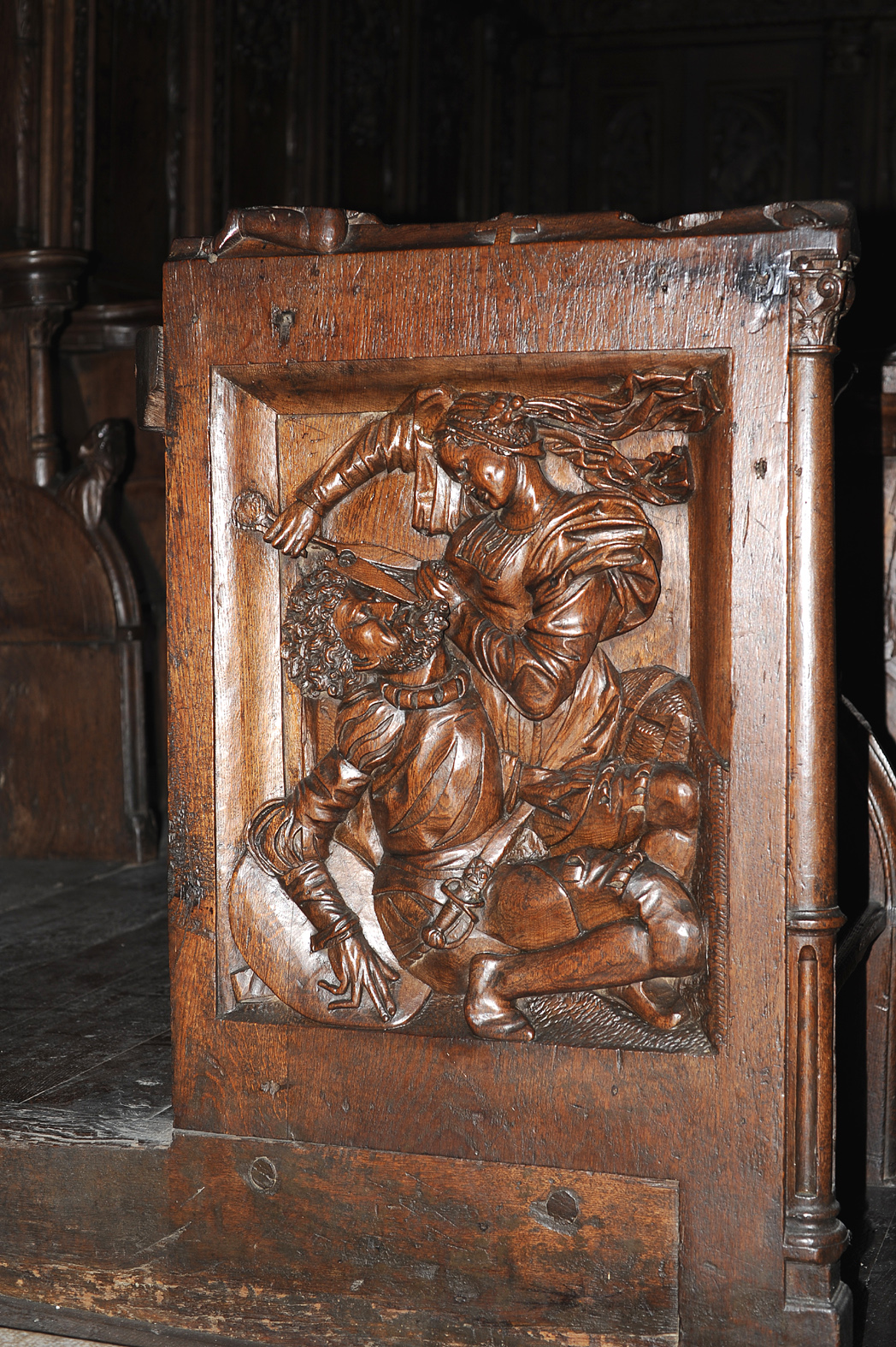
Banc du chœur de l'abbaye représentant Samson et Dalila.
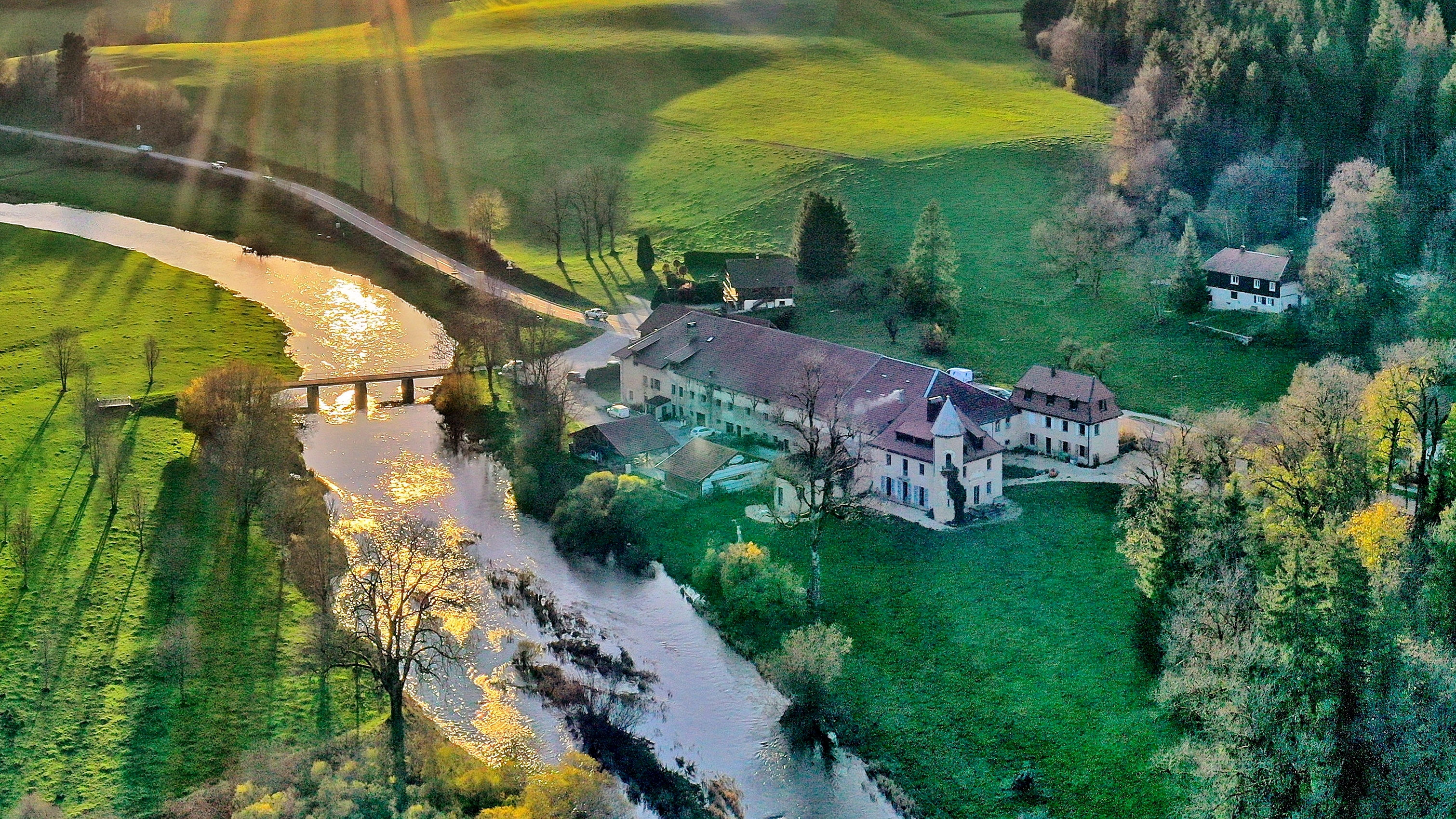
Le château Morand Val au bord du Doubs.

## Personnalités liées à la commune
- François Ignace Besand, sculpteur-ornemaniste né à Montbenoît le 2 février 1767 ;
- Ferry Carondelet, abbé commendataire de l'abbaye de Montbenoît ;
- Jean Carondelet, frère du précédent, succéda à son frère dans ses fonctions ;
- Georgette Bertin-Pourchet, ancienne présidente du Saugeais, née à Montbenoît.

## Cinéma
En 1974, les abords de l'ancienne gare située sur la ligne Pontarlier-Gilley sont utilisés comme décors du film Le Crime de l'Orient-Express.
En 2001, un lieu de la commune avec la fameuse cabane servant notamment d'abri aux rouges-gorges et autres oiseaux, situé au bord de la rivière du Doubs, sert de décors pour une séquence d'ouverture du film documentaire Le Peuple migrateur. On peut apercevoir en arrière-plan l'abbaye de Montbenoît.